# قوی خان
محمد قوی خان (اردو: محمد قوی خان؛ ‏۱۳ نوامبر ۱۹۴۲ – ۵ مارس ۲۰۲۳) بازیگر سینما، تلویزیون و تئاتر اهل پاکستان بود.
قوی خان بیش از ۲۰۰ فیلم سینمایی بازی کرده است و همچنین برندهٔ جوایزی همچون جایزه نگار شده‌است.